# 柳生厳包
柳生 厳包（やぎゅう としかね、寛永2年（1625年） - 元禄7年10月11日（1694年11月27日））は、江戸時代前期の武士、剣術家、尾張藩士。柳生利厳（兵庫助）の子。父の跡を継いで尾張藩剣術指南役を務め、藩主・徳川光友に新陰流を伝授した。幼名は新六。初名は厳知。通称は七郎兵衛、兵助、兵庫。隠居後は入道して連也斎または浦連也と号した。著書に『御秘書』、『連翁七箇條』。

## 略歴

### 幼少期から出府するまで
寛永2年（1625年）尾張藩剣術指南役柳生利厳（兵庫助）と、その室である島清興（左近）の末娘・珠との間に生まれる。幼少期は父の元を離れて姉の嫁ぎ先である御油の問屋・林五郎衛門のもとで育ち、母の実家の姓である島を名乗った。
10歳の時に父の住む名古屋に戻り剣術の修行を始める。厳包は毎日の稽古が終わった後も郎党を集め、自分を打ち込んだ者には褒章を与えると宣言して打ち合いに励んだ。時に腕の痛みで帯を結ぶこともできず母・珠に頼むこともあり、珠は「これでこそ剣術の上手になれるでしょう」と涙を流して厳包を手伝ったという。その才能は早くから表れ、弱冠13歳の時に父・利厳から習った口述をまとめた武芸書（通称『御秘書』）を残している。
寛永19年（1642年）18歳の頃、次期藩主・光友の剣術指南役を務める兄・利方の推薦を受け、光友に御目見を果たす。厳包が江戸に到着すると、その日の内に光友は厳包に柳生流と一刀流の剣士30名と試合するように命じ、厳包はことごとくこれを打ち破ったという。厳包はそのまま江戸詰め御通番となり、はじめ40石、その後間もなく加増を受けて70石を拝領した。

### 道統の継承
慶安元年（1648年）、24歳の時、父・利厳が隠居すると、家督を継いだ兄・利方に代わって厳包が光友の指南役となる。これ以降厳包は「制外物の御奉公人」として他の役目を解かれ、剣術に専念することを許されたという。翌慶安2年（1649年）、利方立ち合いの元、利厳から一切の相伝免許を受けて道統を継ぎ、さらに翌年に利厳が死去すると、父の隠居領3百石と居屋敷を譲られた。
同年6月、藩主・義直が没してその跡を光友が継ぐとその恩寵はますます厚く、やがて2度の加増を受けて総石高6百石となった。厳包の門下からは藩中に名を知られる剣士も多く輩出し、その名声は兄・利方を凌ぐほどであったという。一方で厳包との不和で一門を去る者もおり、中には自流を開いた者や円明流に転じて多くの門人を育てた高弟もいた（『昔咄』）。

### 慶安武芸上覧
慶安4年（1651年）厳包と利方の兄弟は、病に倒れた将軍徳川家光に武芸を披露するため、諸藩を代表する武芸の達人等と共に江戸に召集された。この時幕府の閣老から尾張藩御附家老・成瀬隼人正に宛てた書状が『徳川実紀』に引用されており「（家光が）柳生伊代（利厳）子供の兵法上覧成され度候旨、仰せ出され候間、当地差越候様に相達せらるべく候」と、兄弟の兵法を上覧することは家光直々の望みであることが記されている。
厳包と利方は2日間にわたって武芸を披露し、4月5日に燕飛、三学、九箇、小太刀、無刀、小太刀を、翌6日には小太刀、無刀、相寸等の勢法（型）を演じた。2人の武芸を見た家光は大いに機嫌を良くし、兄弟に時服と銀2枚を与えた。その様子はただちに2人の主君・光友に伝えられており、徳川頼宣による「柳生兵庫子共、兵法、御らんなされ候間、 弥々、御機嫌能く、御座候故と、目出度存ずる事に候」と記された書状が現存している。この時演じられた勢法（型）の中でも燕飛は出色であり、後々まで「古今無類、面白き事なりしぞ」と賞されたと『昔咄』は記している。

### 晩年
寛文8年（1668年）、44歳の時、主君に隠居を願ったが許されず、6百石を返上して御蔵米2百石を給された。貞享2年（1685年）、61歳の時にようやく隠居を許されて剃髪し、連也斎または浦連也と号した。隠居後は造園に凝り、城下の邸宅に尾張随一といわれる庭園を造った。その庭園は藩主親子やその夫人もたびたび訪れ、光友の子徳川綱誠は「おれも庭をすくが、連也の物数奇には及ばず」と讃えたという。このほか花は牡丹を愛し、茶入れを好んで瀬戸に焼かせたという。
厳包はある時期から女性を近づけず、妻子もいなかった。そのため 元禄7年（1694年）2月、70歳の時に兄利方の子・厳延に印可を相伝して道統を継承させた。同年10月11日に死去。遺言によって遺体は火葬され、遺骨は熱田沖の海上に撒かれた。墓碑はなく、妙心寺内麟祥院に位牌のみが残っている。厳包の死後も尾張柳生家は幕末まで代々御流儀師範として特別の格式を以て遇され、現代に至るまで新陰流を伝えている。

## 剣術面の影響
- 新陰流を修行する者がはじめに学ぶ勢法（型）である「三学円太刀」と「九箇」について、初心者が習得しやすいように、いったん上段に振り上げてから行う「高揚勢（取り上げ使いともいう）」という使い方を考案した[6]。
- 奥義の太刀である「転（まろばし）」について、相手の太刀に対して小太刀を以て対応する本来の「転」を学ぶ前段階として、互いに通常の長さの太刀で「転」と同様の動作を行う「大転」を学ぶことで段階的な習得ができるようにした[6]。
- 縦に切りかかる相手に対して、自分も同様に人中路を切って真直に打ち降ろして勝つ「合撃打ち」や、それまでの立った状態で相手の太刀を奪う「奪刀法」に加えて、新たに座った状態で行う「坐奪刀法」など、現代では尾張柳生を代表する太刀使いとして知られる技法を導入した[注 2]。

## 逸話

### 慶安御前試合伝説
兄・利方の子孫である尾張柳生家には、慶安4年（1651年）4月6日に厳包と利方が家光の御前で剣術を披露した際、厳包とその従弟である柳生宗冬が木刀による試合を行い、厳包が宗冬の右拳を砕いて勝利を収めたとする伝説が伝わっている。
ただし史料的な裏付けはなく、拳を砕かれたとされる宗冬がその8日後の4月14日に諸大名の前で剣術を披露している記録があることなどから、柳生家の資料を編纂・出版した体育学者の今村嘉雄は「江戸柳生と尾張柳生の不和が生んだ虚報」であろうとしている。尾張柳生の剣を学ぶ者の中でも試合の真偽については諸説あり、今村嘉雄は『図説日本剣豪史』で尾張柳生家の印可をうけていた者の証言として、宗冬と厳包の2人が行ったのは試合ではなく型であったという話を紹介しているほか、尾張柳生第10代当主・柳生厳周も試合の存在を認めていなかったという門弟の証言もある。

### その他の逸話
- 兄の清厳、利方らとは異母兄弟とも言われるが[注 3]、清厳が残した遺書の中に「茂左（利方）、新六（厳包）は母をよろしく頼む」とする一文があるほか、利方も晩年に厳包の母方の姓である島を名乗っているため、3人とも同じ母から産まれたとする見方もある[8]。
- 16歳の頃まで母方の実家の姓である島姓を名乗っており[2]、当初は島家を再興させる予定であったともいわれる。
- 徳川義直の死を追って殉死する藩士・寺尾直政の介錯を命じられた際、罪がない者の首は断ち切らないという定式に則って皮一枚を残して首を切るという妙技を示し、人々から大いに賞揚された。[4]
- 若いころは2、3度女性と交わり、後に衆道も少々好んだが、やがて修行の妨げになるとして一切不犯を貫くようになった。主君・光友が、妻や妾を迎えるよう命じたが、「もし性交した翌日に自分と互角の者と立ち会うことになれば自分は敗れることになり、主君の恥になる。」と述べて生涯妻をめとることはなかった[1]。
- 武具に対する拘りが強く、柳生拵、柳生鍔を考案した。愛刀は肥後守秦光代の作（拵えの形状から、籠釣瓶ともいう）とされる。ほかに秦光代には1尺4寸の片切刃鎬造の脇差を特注した。これにはその形状と、連也斎が就眠中刺客に襲われた際、この脇差で片手斬りにしたことから「柳生の鬼包丁」の異名がある。
- 尾張藩お抱え刀工の伯耆守信高（3代）に作らせた配刀が残されている。さらに肥後守秦光代の師匠である江戸石堂派の対馬守常光に、常光唯一の郷写しの中脇差を特注しており、これは由来の鞘書きと共に徳川美術館に納められている。
- 尾張柳生家には新陰流の道統は流祖上泉信綱から柳生宗厳に譲られたという伝承があり、その中では上泉から数えて新陰流第六世とされる。ただし、宗厳が上泉より新陰流の道統を譲られたとする説については疑う向きもある。[9]

## 柳生厳包の登場する作品

### 小説
- 隆慶一郎『慶安御前試合』
- 津本陽『柳生兵庫助』
- 五味康祐『秘剣・柳生連也斎』
- 鳥羽亮『柳生連也斎 決闘十兵衛』『柳生連也斎 死闘宗冬』『柳生連也斎 激闘列堂』

### 映画
- 『柳生連也斎 秘伝月影抄』
五味康祐原作。1956年に監督・田坂勝彦、主演・市川雷蔵で公開された。

### 漫画
- 野口賢『柳生烈風剣連也』
1992年、『週刊少年ジャンプ』に連載された。ベルガ帝国の暗殺者にさらわれた姉を取り戻すため、高田三之丞と共にユーラシア大陸に渡る（鎖国完成は数年後）という、少年時代の連也を主人公としたフィクション。
- とみ新蔵『柳生連也武芸帖』
- 白土三平『カムイ外伝』